# Gottlieb-Handelsgesellschaft
Die Gottlieb-Handelsgesellschaft mbH ist ein ehemaliges deutsches Lebensmitteleinzelhandelsunternehmen mit Sitz in Freiburg im Breisgau. Die 1871 gegründete Firma ging 1992 im Edeka-Konzern auf.

## Geschichte
Der erste Laden dieses Namens war 1871 in Saarbrücken nach der Übernahme eines bestehenden Geschäftes durch den Drechsler Ludwig Gottlieb entstanden. In den Folgejahren eröffnete er unter Beteiligung seiner Söhne Ludwig jr., Heinrich Gottlieb sowie seines Schwiegersohns Andreas Günther Friedrich (gen. Fritz) Francke weitere Lebensmittel- bzw. Consumgeschäfte. Das Unternehmen L. Gottlieb baute bereits vor dem Ersten Weltkrieg von St. Johann aus ein Filialnetz mit über 300 Läden auf, das von Luxemburg über Elsass-Lothringen bis nach Basel reichte. Nach dem Ersten Weltkrieg gingen die Geschäfte in Elsass-Lothringen und Luxemburg verloren. Die verbleibenden Unternehmensteile wurden durch die Nachkommen des Familienzweiges Francke im Saarland und durch diejenigen der Familie Gottlieb im Raum Freiburg unabhängig voneinander weitergeführt.
1969 wurde die Saarbrücker Firma Gottlieb vom Freiburger Familienzweig übernommen. Im Jahr 1985 wurde der größte Teil des saarländischen Zweigs des Unternehmens mit ungefähr 35 Filialen an die Tengelmann-Gruppe veräußert, welche die Standorte unter der Marke Plus weiterführte. 1987 verkaufte die letzte Familiengesellschafterin, Ellen Gottlieb-Schramm (1925–2011), den verbleibenden Teil an die ehemalige Bremer Handelskette Kafu-Wasmund; diese führte den Namen Gottlieb weiter, geriet jedoch in den Strudel des Coop-Skandals. Das Unternehmen sollte dann ebenfalls an die Tengelmann-Gruppe veräußert werden; das Bundeskartellamt untersagte jedoch 1989 den Verkauf. 1992 übernahm dann der Edeka-Konzern die Gottlieb-Filialen und firmierte sie unter die verschiedenen Edeka-Marken um.
Das Unternehmen hatte zeitweise über 3.000 Mitarbeiter und 135 Filialen. Vor Übernahme durch Edeka hatte es zuletzt ca. 600 Mio. DM Umsatz mit bedeutenden Marktstellungen in Freiburg, Emmendingen, Konstanz und Lörrach erwirtschaftet.